# Dorfschmiede Görzig

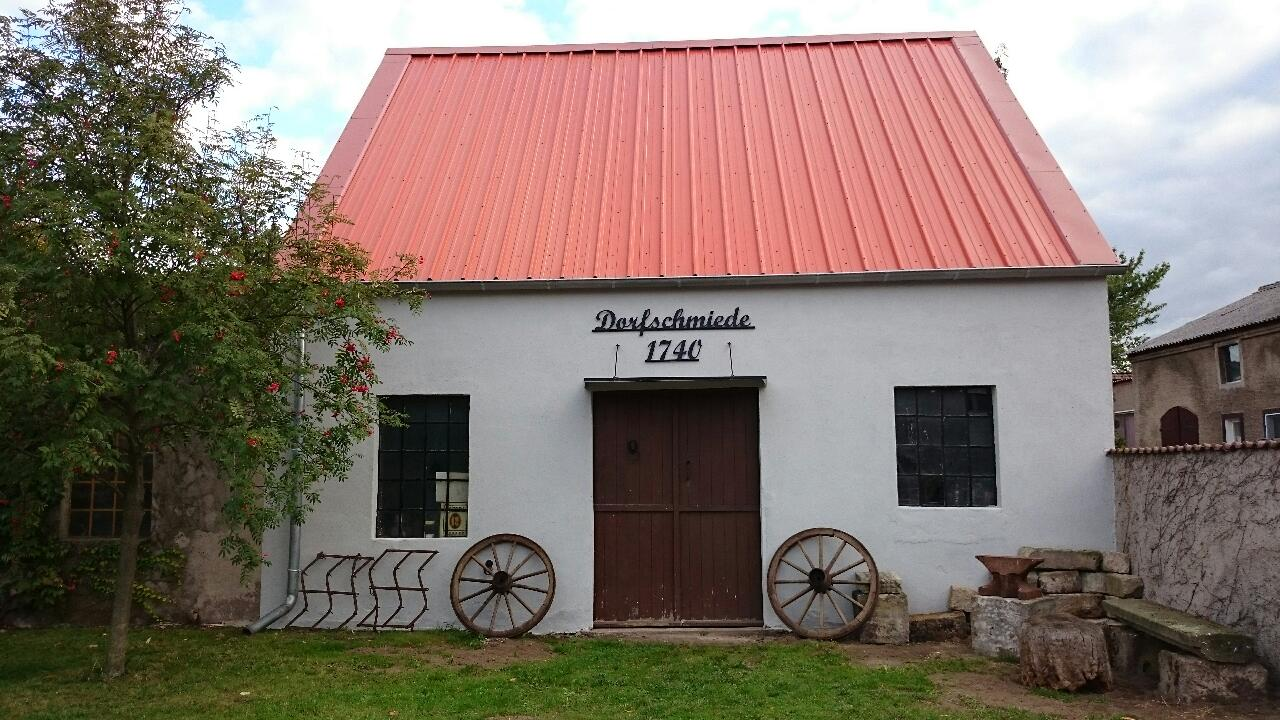
Dorfschmiede Görzig

Die Dorfschmiede in Görzig, einem Ortsteil der sächsischen Stadt Großenhain, liegt im Norden des Landkreises Meißen.
Sie wurde in den Jahren 2014 und 2015 restauriert und wieder in einen funktionierenden Zustand versetzt. Alle Gerätschaften und Maschinen befinden sich im Originalzustand und sind einsatzfähig. Die Geschichte der Dorfschmiede wurde anhand erhaltener Unterlagen und Aufzeichnungen fast vollständig aufgearbeitet.

## Geschichte
Lange Zeit waren die Schmiede mit dem Hufbeschlag und dem Bau und der Reparatur von Ackergerät und Wagen der örtlichen Bauern beschäftigt. Sie schmiedeten auch Waffen, welche damals in unsicheren Zeiten sehr begehrt waren. So sind sie in einschlägigen Unterlagen auch als „Huff und Waffen Schmiedt“ bezeichnet.
Eine schriftliche Ersterwähnung findet sich 1740 im Kirchenbuch von Görzig. Dort wird der „Huff- und Waffen Schmiedt Gottfried Saydentörfler“ genannt, dem ein „Söhnlein genannt Hannes, Christian“ geboren wurden. „Gottfried Saydentörfler, ein Huff und Waffen Schmiedt im Dorfe Görtzig“ wurde 1749 in einem Verzeichnis des Rittergutes Zabeltitz genannt. „Derer Handt Werks Leuthe, Brandt Wein Brenner und Hauß Genossen, welche nahmentlich im Dorfe Görtzig vorhanden……..“  Meister Gottfried Saydentörfler starb 1762 im 62. Lebensjahr. Danach war die Dorfschmiede Görzig ca. 90 Jahre im Besitz der Familie Taupitz. Die Familie Taupitz bildete eine Schmiede Dynastie im „Großenhainer Land“. So ist im Jahre 1807 Schmiedemeister Johann, Carl, Friedrich Taupitz in Walda ansässig. In diesem Jahr dokumentierte der Huf- und Waffenschmied den Neubau seiner Schmiede mit einem Schlussstein, der seine Initialen und das Baujahr beinhaltet. In dieser Zeit waren vor allem der Hufbeschlag und Reparaturarbeiten für die örtlichen Bauern der Schwerpunkt der Tätigkeit, aber auch Waffen wurden in dieser Zeit in Walda hergestellt. Ein Säbel aus dieser Zeit wurde bei Sanierungsarbeiten in der alten Schmiede gefunden. Im Adressbuch des Dorfes Zabeltitz ist 1888 der Schmiedemeister Herrmann Taupitz genannt. Nachfahren der Schmiedemeister Taupitz leben heute noch in Walda, besitzen einen Metallbaubetrieb in Helmsdorf bei Pirna und betreiben die „Taupitz Laser- und Umformtechnik“ im Gewerbegebiet Zschischen in Großenhain. Damit hat auch die Familie Taupitz ihre Spuren in Görzig hinterlassen. Das Kirchenbuch Görzig nennt in vielfältiger Weise den Namen der Schmiede Taupitz:.
- 1768 Meister Johann, Christian Taupitz wird getraut mit Frau Maria, Elisabeth 1771 Meister Johann, Christian Taupitz „Ein Schmiedt in Görtzig“ wird ein Kind geboren.
- 1817 Meister Johann, Gottfried Taupitz „Huff und Waffenschmiedt“ stirbt im 63. Jahr.
- 1821 Johanna, Christiane, Rosine Taupitz wird als Tochter des Schmiedemeisters Johann, Friedrich, August Taupitz in Görzig geboren.

1833 wurde Johann, Christian, Traugott Taupitz „Huff und Waffenschmiedt und Brandt Wein Brenner ansässig in Görtzig“  in einem Verzeichnis der Handwerker des Dorfes Görzig zum Rittergute Zabeltitz gehörend genannt.
1848 Johann, Gottfried Miersch kaufte die Dorfschmiede von seinem Schwiegervater Johann, Christian, Traugott Taupitz für 2000 Taler. Johann, Gottfried Miersch war in seiner Militärzeit Hufschmied beim „1. Schwadron des königlich sächsischen Gardereiterregimentes“ und wurde seitdem als „examinierter Tierarzt“ in den Unterlagen genannt. 1887 kaufte Schmiedemeister Camillo Miersch die Dorfschmiede von seinem Vater Johann, Gottfried Miersch. 1895 war die Insolvenz und Zwangsversteigerung von Camillo Miersch. Wirtschaftsbesitzer Carl, Traugott Wendt aus Wülknitz kaufte das Grundstück mit Dorfschmiede und 3,5 Hektar Land für 5700 Taler.
Die Schmiede wurde 1903 umgebaut und bekam einen neuen Dachstuhl. Schmiedemeister Johann Carl Oswald Menzel starb 1920 im 56. Lebensjahr und hinterließ 4 Kinder (Arno, Arthur, Waldemar und Frieda). 1923 übernahm Schmiedemeister Arno Oswald Berthold Reinhold Menzel (ältester Sohn des Oswald Menzel) die Schmiede mit Erbkaufvertrag. Nach der Elektrifizierung des Dorfes wurde die Schmiede 1925 mit elektrischem Strom und einer Transmission für Bohr-Maschine und Schleifbock ausgestattet. 1967 starb Schmiedemeister Arno Menzel im 71. Lebensjahr. Mit fortschreitender Technisierung und Bildung der Landwirtschaftlichen Produktionsgenossenschaft war die eigentliche Grundlage eines traditionellen Dorfschmiedes, wie Hufbeschlag und Wagenbau entfallen. Schwiegersohn Gotthard Dittrich arbeitete als Schmied im Dampfhammerwerk Großenhain und benutzte die Schmiede nur gelegentlich zum Hufbeschlag einiger Freizeitpferde. Die Schmiede wurde als Hobbywerkstatt und Abstellraum benutzt.

## Heute
Die Dorfschmiede war 2014 baufällig und drohte einzustürzen. Es standen der Abriss oder eine Restaurierung zur Debatte. Werner Dittrich (Enkel von Arno Menzel und Sohn von Gotthard und Renate Dittrich) entschied sich für die Renovierung. So wurde die Schmiede etwa auf dem Stand von 1925 wieder aufgebaut und ist wieder voll funktionsfähig. So wird sie heute zum Hobby-Schmieden und als Raum für Feiern genutzt.